# هارونا موشي
هارونا موشي (بالإنجليزية: Haruna Moshi)‏ (31 مايو 1987 بتنزانيا - ) هو لاعب كرة قدم تنزاني في مركز الوسط. شارك مع منتخب تنزانيا لكرة القدم. أما مع النوادي، فقد لعب مع غيفلي ونادي سيمبا وMoro United F.C. ‏.

## وصلات خارجية
- هارونا موشي على موقع الاتحاد الدولي (مؤرشف)  (الإنجليزية)
- هارونا موشي على موقع اتحاد السويد (السويدية)
- هارونا موشي على موقع قاعدة بيانات كرة القدم.إي يو (الإنجليزية)
- هارونا موشي على موقع ناشيونال فوتبول تيمز (الإنجليزية)